# Comité Olímpico Letón
El Comité Olímpico Letón es el organismo encargado de gestionar la participación de los atletas de Letonia en los diferentes eventos olímpicos. Su sede está ubicada en la ciudad de Riga. Fue creado el 23 de abril de 1922. En 1923 recibió el aval del Comité Olímpico Internacional para participar en los siguientes Juegos Olímpicos. Tras la ocupación de Letonia por la Unión Soviética en 1940, sus actividades fueron suspendidas. Durante esta época, Letonia compitió como parte de la delegación soviética.

## Presidentes
- 1922-1933 - Jānis Dikmanis
- 1933-1934 - Roberts Plūme
- 1934-1938 - Marģers Skujenieks
- 1938-1940 - Alfreds Bērziņš
- 1940-1988 - Comité suspendido
- 1988-2004 - Vilnis Baltiņš
- 2004-presente - Aldons Vrubļevskis